# Survivor Series 2006
Survivor Series 2006 è stata la ventesima edizione dell'omonimo pay-per-view prodotto dalla WWE. L'evento si svolse al Wachovia Center di Filadelfia.

## Storyline
Il 20 agosto, a SummerSlam, Batista sconfisse il World Heavyweight Champion King Booker per squalifica a causa dell'intervento di Queen Sharmell e, in questo modo, Booker rimase il campione del mondo. A No Mercy, King Booker mantenne ancora il World Heavyweight Championship sconfiggendo Batista, Bobby Lashley e Finlay in un Fatal 4-Way match. Dopo che Booker difese il titolo contro John Cena e Big Show in un Triple Threat match a Cyber Sunday, il General Manager di SmackDown Theodore Long annunciò un Last Chance match tra Booker e Batista per il World Heavyweight Championship per Survivor Series; se Batista perderà non avrà più l'opportunità di riconquistare il World Heavyweight Championship. Inoltre se in tale match King Booker perderà per count out o squalifica, verrà privato del titolo.
Dopo aver perso contro il World Heavyweight Champion King Booker in un Triple Threat match, che includeva anche l'ECW World Champion Big Show, a Cyber Sunday per decretare il campione supremo della WWE,  il WWE Champion John Cena iniziò una faida con Umaga. Nella puntata di Raw del 13 novembre Cena e Umaga si affrontarono, ma l'incontro terminò in no-contest in seguito all'interferenza di Big Show, il quale attaccò Cena. Ciò portò Cena e Show a scontrarsi in un 5-on-5 Survivor Series match per Survivor Series. Dato che, la settimana successiva a Survivor Series, Big Show avrebbe dovuto difendere l'ECW World Championship all'interno dell'Extreme Elimination Chamber match a December to Dismember, ognuno dei due team aveva al suo interno due o più atleti dei sei che avrebbero appunto preso parte all'Elimination Chamber match del roster della ECW. Sabu, Rob Van Dam, Bobby Lashley e Kane entrarono a far parte del Team Cena; mentre Test, Umaga, Finlay e Montel Vontavious Porter del Team Big Show.
A Cyber Sunday, i Rated-RKO (Edge e Randy Orton) sconfissero la D-Generation X (Triple H e Shawn Michaels) in un Tag Team match con Eric Bischoff come arbitro speciale. In vista di Survivor Series i quattro decisero di sfidarsi in un 5-on-5 Survivor Series match all'omonimo evento; CM Punk, l'Intercontinental Champion Jeff Hardy e Matt Hardy entrarono a far parte del Team DX di HHH e HBK, mentre il Cruiserweight Champion Gregory Helms, Johnny Nitro e Mike Knox si schierarono con Edge e Orton nel Team Rated-RKO.
A No Mercy, Mr. Kennedy sconfisse The Undertaker per squalifica. Nella puntata di SmackDown! del 10 ottobre, però, Kennedy perse il WWE United States Championship contro Chris Benoit a causa della distrazione di The Undertaker. Nella puntata di SmackDown! del 10 novembre, Kennedy sfidò nuovamente The Undertaker per Survivor Series vantandosi di averlo già sconfitto in precedenza. In seguito, tale incontro venne trasformato in un First Blood match.

## Evento
Prima della messa in onda dell'evento, Carlito sconfisse Charlie Haas in un dark match dopo l'esecuzione del Backstabber.

### Match preliminari
L'evento si aprì con il 4-on-4 Traditional Survivor Series Elimination match tra il Team WWE Legends (Ric Flair, Dusty Rhodes, Sgt. Slaughter e Ron Simmons) e la Spirit Squad (Johnny, Kenny, Mikey e Nicky). Durante le fasi iniziali dell'incontro, Simmons si portò in vantaggio nei confronti di Mikey dopo l'esecuzione di una powerslam. Gli altri membri della Spirit Squad distrassero poi Simmons il quale, trovandosi fuori dal ring, venne eliminato per count-out. Successivamente Slaughter applicò la Cobra Clutch su Nicky; tuttavia i compagni di quest'ultimo interferirono per liberarlo dalla presa. Pochi istanti dopo, Johnny eseguì uno spinning heel kick su Slaughter, che venne così eliminato da Nicky tramite schienamento. Subito dopo, Rhodes colpì Nicky con il Bionic Elbow e lo schienò, eliminandolo dalla contesa. In seguito Rhodes tentò il Bionic Elbow anche su Kenny, ma questi schivò la manovra per poi schienare ed eliminare lo stesso Rhodes con un roll-up. Dopo pochi secondi, Flair sorprese Mikey con un inside cradle per eliminarlo dall'incontro. Nel finale, dopo aver eliminato Kenny con un altro inside cradle, Flair applicò la figure four leglock su Johnny per forzarlo alla sottomissione, vincendo così il match in favore della propria squadra.
Il secondo match della serata fu quello valevole per lo United States Championship tra il campione Chris Benoit e lo sfidante Chavo Guerrero. Durante le fasi iniziali, Benoit controllò la contesa arrivando poi ad applicare la Crippler Crossface su Chavo; tuttavia Vickie Guerrero (manager di Chavo) mise un piede di Chavo sulle corde del ring per liberarlo dalla presa. Successivamente Benoit eseguì il rolling german suplex su Chavo per poi tentare il diving headbutt che, però, fallì a causa dell'intervento di Vickie. Approfittando di ciò, Chavo eseguì un vertical suplex su Benoit per poi colpirlo con la Frog Splash; tuttavia il campione si liberò dallo schienamento dopo un conto di due. In seguito Benoit tentò la Sharpshooter, però Chavo sventò il tutto spingendo via lo stesso Benoit il quale, dopo essere stato spinto, colpì accidentalmente Vickie sull'apron ring. Dopodiché Chavo tentò di schienare Benoit con un roll-up, ma questi rovesciò il tentativo nella Crippler Crossface per forzare lo stesso Chavo alla sottomissione, aggiudicandosi quindi il match e il mantenimento del titolo.
Il match seguente fu quello valevole per il Women's Championship tra la campionessa Lita e la sfidante Mickie James. Durante le fasi iniziali del match, Lita dominò la James colpendola con un russian legsweep ed un suplex. Dopo che Lita fallì un flying crossbody, la James iniziò a portarsi in vantaggio eseguendo un fisherman suplex sulla campionessa. Successivamente Lita colpì Mickie con la Litacanrana e la schienò; tuttavia quest'ultima si liberò dallo schienamento dopo un conteggio di due. Nel finale, dopo essere uscita da un tentativo di roll-up, la James colpì Lita con una Tornado DDT per poi schienarla, vincendo così l'incontro per conquistare il titolo. Dopo aver perso l'ultimo incontro della sua carriera, Lita venne derisa ed umiliata dai Cryme Tyme (JTG e Shad Gaspard).
Il quarto incontro dell'evento vide il Team DX (Triple H, Shawn Michaels, CM Punk, Intercontinental Champion Jeff Hardy e Matt Hardy) affrontare il Team Rated-RKO (Edge, Randy Orton, Cruiserweight Champion Gregory Helms, Johnny Nitro e Mike Knox) in un 5-on-5 Traditional Survivor Series Elimination match. Durante le fasi iniziali dell'incontro, Kelly Kelly (manager di Knox) distrasse lo stesso Knox, permettendo così a Michaels di colpirlo con la Sweet Chin Music. Michaels schienò quindi Knox per eliminarlo dalla contesa. Successivamente Punk applicò l'Anaconda Vice su Nitro per forzarlo alla sottomissione ed eliminarlo dal match. In seguito Orton eseguì una RKO su Punk e lo schienò; tuttavia Michaels interruppe il conteggio per salvare il suo compagno di squadra dall'eliminazione. Dopo attimi di confusione, Helms subì una spinebuster da parte di Triple H (entrambi erano diventati nel frattempo gli uomini legali) il quale, pochi istanti dopo, diede il cambio a Matt che colpì lo stesso Helms con la Twist of Fate. Dopo essere stato colpito anche dalla Swanton Bomb di Jeff, Helms venne schienato ed eliminato da Matt. Rimasti da soli contro tutti i cinque avversari, Edge e Orton tentarono di scappare tra il pubblico, ma i fratelli Hardy e Punk glielo impedirono rigettandoli all'interno del ring. Michaels colpì dunque Edge con la Sweet Chin Music e lo schienò per eliminarlo dal match. Nel finale, dopo essere stato colpito dalla Sweet Chin Music di Michaels, Orton subì anche il Pedigree di Triple H con quest'ultimo che lo schienò poi per vincere l'incontro. Il Team DX s'impose quindi sul team avversario senza perdere alcun componente della propria squadra.

### Match principali
Nell'incontro successivo Mr. Kennedy e The Undertaker si affrontarono in un First Blood match. Durante le fasi iniziali dell'incontro, The Undertaker dominò letteralmente Kennedy lanciandolo per due volte contro un tavolo dei commentatori e contro dei gradoni d'acciaio. Dopo aver colpito un tenditore delle corde esposto, Kennedy iniziò a sanguinare dalla bocca, ma l'arbitro non se ne accorse poiché questi si rifugiò all'esterno del ring. Montel Vontavious Porter (MVP) si presentò quindi a bordo ring con un asciugamano tra le mani, che diede a Kennedy per permettergli di pulirsi le tracce di sangue che aveva sul viso. Dopo essersi pulito la bocca, Kennedy tornò sul quadrato per poi lanciare The Undertaker contro il tenditore delle corde esposto. Dopodiché MVP colpì The Undertaker al volto con una sedia, aprendogli una vistosa ferita alla fronte. Dopo essersi accorto del sanguinamento di The Undertaker, l'arbitro chiamò la fine del match dando la vittoria a Kennedy. Al termine del match, un furente The Undertaker colpì Kennedy con una violentissima sediata al volto per poi eseguire su di lui il Tombstone Piledriver, vendicandosi della sconfitta subita.
Il sesto incontro della serata vide il Team Cena (WWE Champion John Cena, Bobby Lashley, Kane, Rob Van Dam e Sabu) contrapposto al Team Big Show (ECW World Champion Big Show, Finlay, Montel Vontavious Porter, Test e Umaga) in un 5-on-5 Traditional Survivor Series Elimination match. Durante le fasi iniziali dell'incontro, Umaga colpì Van Dam, Cena e Sabu con un monitor televisivo, venendo così eliminato per squalifica. Dopo che Kane colpì MVP con la Chokeslam, Van Dam eseguì la Five Star Frog Splash sullo stesso MVP per poi schienarlo ed eliminarlo dalla contesa. Subito dopo, Test colpì Van Dam con un violento running big boot e lo schienò per eliminarlo. Dopo essere stato colpito da Lashley, Test subì una Tornado DDT di Sabu,  con quest'ultimo che poi lo schienò per eliminarlo dal match. Pochi istanti dopo, Big Show eseguì la Showstopper su Sabu per poi schienarlo ed eliminarlo. In seguito, sfruttando l'interferenza del Little Bastard (alleato di Finlay), Finlay colpì Kane con il suo shillelagh, consentendo così a Big Show di eseguire la Showstopper sullo stesso Kane per poi schienarlo ed eliminarlo dall'incontro. Dopo attimi di confusione, Lashley colpì Finlay con la Spear e lo eliminò. Dopo essere stato colpito da una doppia DDT e da un doppio suplex, Big Show subì il Five Knuckle Shuffle di Cena. Nel finale, Cena eseguì la F-U su Big Show e lo schienò per vincere il match in favore del proprio team.
Il main event fu il Last Chance match valevole per il World Heavyweight Championship tra il campione King Booker e lo sfidante Batista. Durante la fasi iniziali del match, Batista si portò in vantaggio nei confronti di Booker dopo l'esecuzione di una sidewalk slam e di una Jackhammer. Successivamente Booker reagì e colpì Batista con uno spinning heel kick per poi lanciarlo contro dei gradoni d'acciaio. Dopo aver eseguito un flying shoulderblock dalla terza corda, Batista colpì Booker con una spinebuster e lo schienò; tuttavia questi si liberò dallo schienamento dopo un conto di due. Booker eseguì poi la Book-End su Batista, ma ottenne solo un conteggio di due. In seguito Booker tentò lo Scissor Kick, ma Batista schivò la manovra colpendo lo stesso Booker con la Batista Bomb per poi schienarlo; tuttavia il campione uscì dallo schienamento dopo aver toccato le corde del ring. Queen Sharmell (manager di Booker) passò poi a Booker il World Heavyweight Championship per causare una distrazione all'arbitro, però Batista se ne accorse e tentò la Batista Bomb sulla stessa Sharmell. Dopo che Batista lasciò andare Sharmell, l'arbitro si distrasse e Booker provò a colpire il suo avversario con il titolo; tuttavia Batista sventò il tentativo per poi colpire Booker al volto proprio con il titolo di questi. Batista schienò poi Booker per vincere il match e conquistare il World Heavyweight Championship.

## Risultati
| #    | Incontri | Stipulazioni                                               | Durata |
| ---- | --- | ---------------------------------------------------------- | ------ |
| Dark | Carlito ha sconfitto Charlie Haas | Single match                                               | 05:00  |
| 1    | Dusty Rhodes, Ric Flair, Ron Simmons e Sgt. Slaughter hanno sconfitto The Spirit Squad                                                | Four-on-four traditional survivor series elimination match | 10:31  |
| 2    | Chris Benoit (c) ha sconfitto Chavo Guerrero (con Vickie Guerrero) per sottomissione                                                  | Single match per il WWE United States Championship         | 08:19  |
| 3    | Mickie James ha sconfitto Lita (c) | Single match per il WWE Women's Championship               | 08:18  |
| 4    | CM Punk, Jeff Hardy, Matt Hardy, Shawn Michaels e Triple H hanno sconfitto Edge, Gregory Helms, Johnny Nitro, Mike Knox e Randy Orton | Five-on-five traditional survivor series elimination match | 11:30  |
| 5    | Mr. Kennedy ha sconfitto The Undertaker                                                                                               | First blood match                                          | 09:15  |
| 6    | Bobby Lashley, John Cena, Kane, Rob Van Dam e Sabu hanno sconfitto Big Show, Finlay, Montel Vontavious Porter, Test e Umaga           | Five-on-five traditional survivor series elimination match | 12:35  |
| 7    | Batista ha sconfitto King Booker (c) (con Queen Sharmell)                                                                             | Last chance match per il World Heavyweight Championship    | 13:58  |

### Survivor series elimination match
| N° eliminazione | Wrestler                 | Team                     | Eliminato da             | Tempo                    |                          |
| --------------- | ------------------------ | ------------------------ | ------------------------ | ------------------------ | ------------------------ |
| 1°              | Ron Simmons              | Team Legends             | Count out                | 01:54                    |                          |
| 2°              | Sgt. Slaughter           | Team Legends             | Nicky                    | 06:27                    |                          |
| 3°              | Nicky                    | The Spirit Squad         | Dusty Rhodes             | 06:54                    |                          |
| 4°              | Dusty Rhodes             | Team Legends             | Kenny                    | 08:25                    |                          |
| 5°              | Mikey                    | The Spirit Squad         | Ric Flair                | 09:13                    |                          |
| 6°              | Kenny                    | The Spirit Squad         | Ric Flair                | 09:49                    |                          |
| 7°              | Johnny                   | The Spirit Squad         | Ric Flair                | 10:31                    |                          |
| Sopravvissuto:  | Ric Flair (Team Legends) | Ric Flair (Team Legends) | Ric Flair (Team Legends) | Ric Flair (Team Legends) | Ric Flair (Team Legends) |

Maggior numero di eliminazioni: Ric Flair (3)
| N° eliminazione | Wrestler                                                             | Team                                                                 | Eliminato da                                                         | Tempo                                                                |                                                                      |
| --------------- | -------------------------------------------------------------------- | -------------------------------------------------------------------- | -------------------------------------------------------------------- | -------------------------------------------------------------------- | -------------------------------------------------------------------- |
| 1°              | Mike Knox                                                            | Team Rated-RKO                                                       | Shawn Michaels                                                       | 00:40                                                                |                                                                      |
| 2°              | Johnny Nitro                                                         | Team Rated-RKO                                                       | CM Punk                                                              | 04:54                                                                |                                                                      |
| 3°              | Gregory Helms                                                        | Team Rated-RKO                                                       | Matt Hardy                                                           | 09:23                                                                |                                                                      |
| 4°              | Edge                                                                 | Team Rated-RKO                                                       | Shawn Michaels                                                       | 10:35                                                                |                                                                      |
| 5°              | Randy Orton                                                          | Team Rated-RKO                                                       | Triple H                                                             | 11:30                                                                |                                                                      |
| Sopravvissuti:  | CM Punk, Jeff Hardy, Matt Hardy, Shawn Michaels e Triple H (Team DX) | CM Punk, Jeff Hardy, Matt Hardy, Shawn Michaels e Triple H (Team DX) | CM Punk, Jeff Hardy, Matt Hardy, Shawn Michaels e Triple H (Team DX) | CM Punk, Jeff Hardy, Matt Hardy, Shawn Michaels e Triple H (Team DX) | CM Punk, Jeff Hardy, Matt Hardy, Shawn Michaels e Triple H (Team DX) |

Maggior numero di eliminazioni: Shawn Michaels (2)
| N° eliminazione | Wrestler                              | Team                                  | Eliminato da                          | Tempo                                 |                                       |
| --------------- | ------------------------------------- | ------------------------------------- | ------------------------------------- | ------------------------------------- | ------------------------------------- |
| 1°              | Umaga                                 | Team Big Show                         | Squalificato                          | 00:58                                 |                                       |
| 2°              | MVP                                   | Team Big Show                         | Rob Van Dam                           | 05:31                                 |                                       |
| 3°              | Rob Van Dam                           | Team Cena                             | Test                                  | 05:47                                 |                                       |
| 4°              | Test                                  | Team Big Show                         | Sabu                                  | 06:19                                 |                                       |
| 5°              | Sabu                                  | Team Cena                             | Big Show                              | 06:35                                 |                                       |
| 6°              | Kane                                  | Team Cena                             | Big Show                              | 07:26                                 |                                       |
| 7°              | Finlay                                | Team Big Show                         | Bobby Lashley                         | 10:28                                 |                                       |
| 8°              | Big Show                              | Team Big Show                         | John Cena                             | 12:35                                 |                                       |
| Sopravvissuti:  | Bobby Lashley e John Cena (Team Cena) | Bobby Lashley e John Cena (Team Cena) | Bobby Lashley e John Cena (Team Cena) | Bobby Lashley e John Cena (Team Cena) | Bobby Lashley e John Cena (Team Cena) |

Maggior numero di eliminazioni: Big Show (2)